# Amilasuria
Amilasuria è il termine medico usato per esprimere la concentrazione di amilasi nelle urine. 

## Origine dell'amilasi
L'amilasi è un enzima che idrolizza l'amido a glucosio ed è prodotto e secreto dalle ghiandole salivari (isoenzima salivare) e dal pancreas (isoenzima pancreatico) ed in minore quantità da altri organi.
Di norma è possibile ritrovare una bassa concentrazione di amilasi nel sangue. Circa il 35-40% dell'amilasi circolante nel torrente ematico ha origini pancreatiche, il restante 60% deriva invece dalle ghiandole salivari. Una quota minima e quasi trascurabile viene prodotta da altri organi: fegato, intestino tenue, polmoni, e nella donna placenta e tube di Falloppio. La concentrazione di amilasi nel sangue prende il nome di amilasemia. La concentrazione dello stesso enzima nelle urine prende il nome di amilasuria. 

## Range di normalità
L'amilasuria può essere determinata sulle urine delle 24 ore od in alternativa su un campione di urine raccolte in 2 ore consecutive.
Nel campione di 2 ore il range di normalità per l'amilasuria è di 2-34 UI (Unità internazionali/ora). Nel campione delle 24 ore il range di normalità è di 24-408 UI.
Gli intervalli dei valori di normalità possono variare tra i diversi laboratori anche in ragione del metodo di analisi utilizzato.

## Amilasemia, amilasuria e patologie
La concentrazione dell'amilasi sierica ed urinaria rappresentano importanti dati di 
laboratorio, che indirizzano il clinico nella diagnosi di pancreatite acuta e cronica.
Il dosaggio delle amilasi plasmatiche amilasemia è un esame sensibile ma poco specifico. Infatti non va dimenticato che un aumento di queste amilasi circolanti si può registrare anche in caso di insufficienza renale e patologie ginecologiche o dell'intestino tenue.
Mentre l'amilasemia diminuisce nell'insufficienza pancreatica e nella cirrosi epatica, in caso di nefropatia con ridotta filtrazione glomerulare si ha ipoamilasuria.

## Significato clinico dell'amilasuria
Il test dell'amilasuria accompagna in genere la determinazione dell'amilasemia. 
Tipicamente l'amilasuria correla con le concentrazioni ematiche dell'amilasi, ma il suo incremento e la sua scomparsa si verificano più avanti nel tempo. Ad esempio in corso di pancreatite acuta l'amilasemia aumenta fino a 4-6 volte oltre i valori massimi del range di normalità. Questo incremento si verifica entro poche ore (in genere entro 12 ore dall'evento acuto). L'amilasemia rimane elevate per 3-4 giorni, quindi si assiste ad un rientro nei valori di normalità.

Al contrario l'amilasuria incrementa generalmente dopo 24 ore e tende a rimanere elevata 
fino a 7-10 giorni.